# Sociedad de María (Maristas)
La Sociedad de María (en latín: Societas Mariae) es una congregación clerical católica de derecho pontificio, fundada por el sacerdote francés Jean Claude Colin y  un grupo de otros seminaristas en Lyon en 1817. La Sociedad es parte de la Familia Marista. A los religiosos de este instituto se les conoce con el nombre de padres maristas, o simplemente maristas, para distinguirlos de los marianistas. Sus miembros posponen a sus nombres las siglas S.M.

## Historia

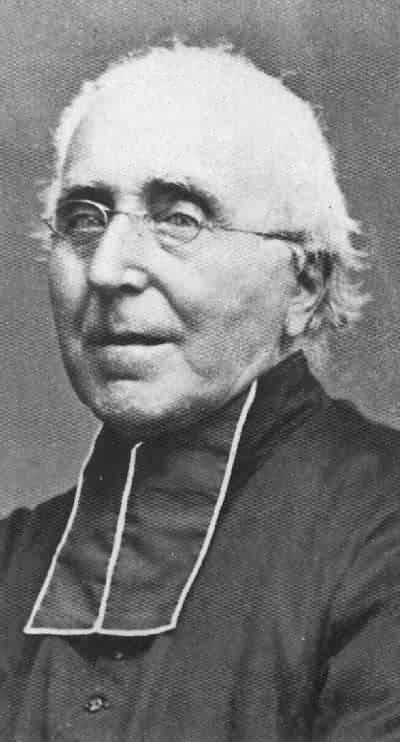
Jean Claude Colin (1790-1875), fundador de la rama clerical de la Familia Marista, conocida como Sociedad de María.

Jean Claude Colin en Cerdon, donde Colin era pastor, comenzó a esbozar un reglamento tentativo y fundó las Hermanas del Sagrado Nombre de María; mientras que Marcelino Champagnat, otro miembro del grupo, estableció en La Valla-en-Gier los Hermanitos de María.
A pesar de la buena recepción que tuvieron de las autoridades eclesiásticas en Lyon, la fundación de la rama de sacerdotes misioneros no se pudo realizar hasta que Cerdon, parroquia de Colin, pasó de la jurisdicción de la diócesis de Lyon a la de Belley. En 1823, el Obispo Devie de la recién restaurada diócesis de Belley autorizó a Colin y unos pocos compañeros a abandonar sus deberes de parroquia y alistarse en una banda misionera para los distritos rurales, pero durante los primeros años permanecieron siendo parte del clero diocesano. Su celo y éxito en ese trabajo hizo que el obispo les confiara también la conducción de su seminario, aumentando así el alcance de su trabajo. El hecho de que el obispo Devie quisiera un instituto diocesano solamente, y que Colin fuera contrario a dicha limitación, estuvo a punto de colocar la naciente congregación en peligro. Fue el papa Gregorio XVI, en busca de misioneros para Oceanía, por decreto del 29 de abril de 1836, quien aprobó definitivamente los Sacerdotes de la Sociedad de María o padres maristas, como un instituto religioso con votos simples y bajo un Superior general.
Los Hermanitos de María y las Hermanas del Sagrado Nombre de María, comúnmente llamados Hermanos Maristas y Hermanas Maristas, fueron reservados para institutos separados. El padre Colin fue elegido Prepósito general en 24 de septiembre de 1836 y en ese mismo día tuvo lugar la primera profesión marista, estando entre aquellos nuevos profesados el mismo Colin, Pedro Chanel y Marcelino Champagnat.

## Organización
Los padres maristas se dedican a las misiones rurales y ad gentes, a la educación de la juventud y a la pastoral parroquial.
El gobierno de la congregación es colegial y centralizado, la casa general se encuentra en Roma, y a su superior general se le llama Prepósito general, elegido en el Capítulo general por un periodo de ocho años. Actualmente el cargo lo ostenta el religioso John Larsen. El instituto se divide en Provincias dotadas de gran automía. En 2015, eran unos 882 religiosos, de los cuales eran 760 sacerdotes, distribuidos en 161 casas presentes en Alemania, Australia, Brasil, Camerún, Canadá, España, Estados Unidos, Fiyi, Filipinas, Francia (incluyendo Nueva Caledonia y Wallis y Futuna en Oceanía), Irlanda, Islas Salomón, Italia, México, Noruega, Nueva Zelanda, Países Bajos, Perú, Reino Unido, Senegal, Venezuela, Tailandia, Tonga y Vanuatu.

## Personas destacadas

### Santoral
- Pedro Chanel (1803-1841), santo, sacerdote, religioso, francés y mártir, misionero en Wallis y Futuna, donde fue martirizado por los nativos de las islas. Fue beatificado por León XIII el 17 de noviembre de 1889 y canonizado por el Pío XII el 12 de junio de 1954.[6]
- Marcelino Champagnat (1789-1840), santo, religioso francés y fundador de la congregación laical de los Hermanos Maristas. Fue beatificado por Pío XII el 20 de mayo de 1955 y canonizado por Juan Pablo II el 18 de abril de 1999.[7]
- Jean Claude Colin (1790-1875), venerable, religioso francés y fundador de la congregación. Su proceso de canonización se introdujo en 1908.

### Obispos
- Francis Redwood (1839-1935), religioso inglés, obispo de Wellington, Nueva Zelanda (1874-1935).
- John Joseph Grimes (1842-1915), religioso inglés, obispo de Christchurch en Nueva Zelanda (1887-1915).[8]
- James Blenk (1856-1917), religioso americano, obispo de San Juan de Puerto Rico (1899-1906) y arzobispo de Nueva Orleans (1906-1917).
- John Edward Gunn (1863-1824), religioso irlandés, obispo de Jackson, Estados Unidos (1911-1924).[9]
- Ghislain Marie Raoul Suzanne de Rasilly (1943-), religioso francés, obispo de Wallis y Futuna (2005-2018).[10]
- Luis Abilio Sebastiani Aguirre (1935-2020), religioso peruano, obispo de Tarma (1993-2001) y arzobispo de Ayacucho (2001-2011).
- Miguel Ángel Contreras Llajaruna (1979-), religioso peruano, obispo auxiliar electo del Callao (2025-).